# العلاقات البريطانية الكورية الجنوبية
العلاقات البريطانية الكورية الجنوبية هي العلاقات الثنائية التي تجمع بين المملكة المتحدة وكوريا الجنوبية.

## مقارنة بين البلدين
هذه مقارنة عامة ومرجعية للدولتين:
| وجه المقارنة                                              | المملكة المتحدة                 | كوريا الجنوبية                                                          |
| --------------------------------------------------------- | ------------------------------- | ----------------------------------------------------------------------- |
| المساحة (كم2)                                             | 242.50 ألف                      | 100.30 ألف                                                              |
| عدد السكان (نسمة)                                         | 66.02 مليون                     | 51.47 مليون                                                             |
| الكثافة السكانية (ن./كم²)                                 | 272.25                          | 513.16                                                                  |
| العاصمة                                                   | لندن                            | سول                                                                     |
| اللغة الرسمية                                             | لغة إنجليزية، اللغة الويلزية    | اللغة الكورية                                                           |
| العملة                                                    | جنيه إسترليني                   | وون كوري جنوبي                                                          |
| الناتج المحلي الإجمالي (بليون دولار)                      | 2.62 تريليون                    | 1.53 تريليون                                                            |
| الناتج المحلي الإجمالي (تعادل القوة الشرائية) بليون دولار | 2.72 تريليون                    | 1.75 تريليون                                                            |
| الناتج المحلي الإجمالي الاسمي للفرد دولار أمريكي          | 43.88 ألف                       | 27.22 ألف                                                               |
| الناتج المحلي الإجمالي للفرد دولار أمريكي                 | 40.23 ألف                       |                                                                         |
| مؤشر التنمية البشرية                                      | 0.907                           | 0.901                                                                   |
| رمز المكالمات الدولي                                      | +44                             | +82                                                                     |
| رمز الإنترنت                                              | .uk، .gb                        | .kr                                                                     |
| المنطقة الزمنية                                           | توقيت غرينيتش، توقيت غرب أوروبا | توقيت كوريا الجنوبية، ت ع م+09:00، آسيا/سيول ‏، ت ع م+08:00، ت ع م+08:30 |

## منظمات دولية مشتركة
يشترك البلدان في عضوية مجموعة من المنظمات الدولية، منها:
| علم المنظمة | اسم المنظمة                               | تاريخ انضمام المملكة المتحدة | تاريخ انضمام كوريا الجنوبية |
| ----------- | ----------------------------------------- | ---------------------------- | --------------------------- |
|             | مؤسسة التمويل الدولية                     | 20 يوليو 1956                | 16 مارس 1964                |
|             | يونسكو                                    | 4 نوفمبر 1946                | 14 يونيو 1950               |
|             | مجموعة أستراليا                           | 1985                         | 1996                        |
|             | مجموعة الموردين النوويين                  | ?                            | ?                           |
|             | الوكالة الدولية للطاقة                    | ?                            | ?                           |
|             | مؤسسة التنمية الدولية                     | 24 سبتمبر 1960               | 18 مايو 1961                |
|             | منظمة التعاون الاقتصادي والتنمية          | 2 مايو 1961                  | 12 ديسمبر 1996              |
|             | المركز الدولي لتسوية المنازعات الاستشارية | 18 يناير 1967                | 23 مارس 1967                |
|             | وكالة ضمان الاستثمار متعدد الأطراف        | 12 أبريل 1988                | 12 أبريل 1988               |
|             | منظمة حظر الأسلحة الكيميائية              | ?                            | ?                           |
|             | البنك الإفريقي للتنمية                    | ?                            | ?                           |
|             | الأمم المتحدة                             | 24 أكتوبر 1945               | 17 سبتمبر 1991              |
|             | منظمة الشرطة الجنائية الدولية             | ?                            | ?                           |
|             | مجموعة العشرين                            | 26 سبتمبر 1999               | ?                           |
|             | البنك الدولي للإنشاء والتعمير             | 27 ديسمبر 1945               | 26 أغسطس 1955               |
|             | الفريق المعني برصد الأرض                  | ?                            | ?                           |
|             | الاتحاد البريدي العالمي                   | ?                            | ?                           |
|             | منظمة التجارة العالمية                    | 1995                         | ?                           |
|             | المنظمة الهيدروغرافية الدولية             | ?                            | ?                           |
|             | بنك التنمية الآسيوي                       | 1966                         | 1966                        |
|             | نظام تحكم تكنولوجيا القذائف               | 1987                         | 2001                        |

## أعلام
هذه قائمة لبعض الشخصيات التي تربطها علاقات بالبلدين:
- كلارا إي (ممثلة كورية جنوبية، 15 يناير 1986 – )

## وصلات خارجية
- موقع وزارة الخارجية البريطانية
- موقع وزارة الخارجية الكورية الجنوبية